# Tabularium Historiae
Tabularium Historiae – polskie, naukowe czasopismo historyczne założone w 2016 w Bydgoszczy. Jest półrocznikiem wydawanym na Wydziale Historycznym (byłym Instytucie Historii i Stosunków Międzynarodowych Uniwersytetu Kazimierza Wielkiego w Bydgoszczy. Ukazuje się drukiem w Wydawnictwie UKW w Bydgoszczy oraz elektronicznie w ramach oficjalnej strony czasopisma.

## Idea
Czasopismo jest poświęcone studiom źródłoznawczym w zakresie źródeł historycznych pisanych i niepisanych (ikonograficznych, archeologicznych), pojedynczym źródłom, jak i całym zespołom archiwalnym. Z założenia pismo jest platformą służącą interdyscyplinarności badań nad przeszłością, a przede wszystkim krytycznej prezentacji różnych nośników pamięci, świadectw minionej rzeczywistości, w tym również ich edycji oraz rewizji wcześniejszych interpretacji. Artykuły są drukowane w języku polskim, angielskim, francuskim, niemieckim bądź rosyjskim. Teksty źródłowe publikowane są w języku oryginału. Celem Tabularii Historiae jest krytyczna edycja materiału źródłowego o proweniencji chronologicznej od starożytności po historię współczesną.

## Tematyka
Na łamach czasopisma publikowane są artykuły dotyczące: klasyfikacji źródeł historycznych, metodologii badań, naukowej krytyki właściwej poszczególnym typom źródeł, edytorstwa źródeł historycznych, losów źródeł, sposobów zabezpieczania i przechowywania oraz konserwacji materiału źródłowego, możliwości wykorzystania źródeł niepisanych w badaniach historycznych i vice versa źródeł pisanych w badaniach historyków sztuki, archeologów, literaturoznawców itd. 
Artykuły dotyczą:
- klasyfikacji źródeł historycznych, metodologii badań,
- naukowej krytyki właściwej poszczególnym typom źródeł,
- edytorstwa źródeł historycznych,
- losów źródeł,
- sposobów zabezpieczania i przechowywania oraz konserwacji materiału źródłowego,
- możliwości wykorzystania źródeł niepisanych w badaniach historycznych i vice versa źródeł pisanych w badaniach historyków sztuki, archeologów, literaturoznawców itd.

## Działy czasopisma
1. Studia i artykuły naukowe.
2. Edycje krytyczne niewielkich źródeł historycznych.
3. Artykuły recenzyjne i recenzje.
4. Komunikaty badawcze.

## Organizacja
Funkcję redaktora naczelnego pisma sprawuje od 2016 roku Marek G. Zieliński.
Rada programowa (skład od 2016 r.): Jacek Maciejewski – przewodniczący, Robert Bubczyk, Dittmar Dahlmann, Vladimír Goněc, Michaela Hrubá, Ēriks Jēkabsons, Andrzej Klonder, Albert Kotowski, Sergei Malovichko, Leszek Mrozewicz, Momčilo Pavlović, Arkadiusz Stempin.
Redakcję tworzą od 2016 r.: Marek G. Zieliński (redaktor naczelny), Teresa Maresz (zastępca redaktora), Katarzyna Grysińska-Jarmuła i Anetta Głowacka-Penczyńska (sekretarze), Dariusz Karczewski, Jacek Woźny, Andrzej Zaćmiński (członkowie).